# Collelungo (Baschi)
Collelungo è una frazione del comune di Baschi (TR).
Il paese si trova ad un'altezza di 478 m s.l.m. ed è popolato da 188 residenti (dati Istat, 2001).
A Collelungo è vissuto il regista cinematografico e teatrale Memè Perlini, deceduto nel 2017

## Storia
Non si conosce la data esatta di costruzione del castello fortificato, che in origine dipendeva dal plebato della vicina Izzalini di Todi e contava quindici famiglie residenti. Si sa che nel 1297 partecipò alle operazioni di difesa di Pompognano, dove nel 1252 Todi sconfisse Orvieto. La posizione strategica lungo il passo delle Morre lo caratterizza come bastione di difesa, assieme alle vicine Pigliuto, Fulignano, Acqualoreto e Cappanni.
Il potere era assegnato ad un sindaco, affiancato da massari e sergenti (consiglieri militari). Egli doveva versare una cauzione di 50 libbre d'argento, al momento della nomina, e doveva recarsi a Todi una volta all'anno per versare le imposte raccolte: pascolo, legnatico, ghiandatico, frondatico, carbone, pertiche, calce e mattoni.
Tra i signori di Collelungo vanno ricordati i Landi, guelfi, che dovettero sopportare le angherie del ghibellino Aribello Chiaravalle. Don Giacomo Landi, rettore della chiesa di San Donato, fu in particolare anche magister familiae del nipote di Paolo III, il cardinale di Santa Fiora Guido Ascanio Sforza.
Nel 1571 la popolazione contava 185 unità.
Il castello ospitava al suo interno uno spartano ospedale.
Si ricorda, inoltre, la figura religiosa di fra' Michele di Collelungo (1602-1682).

## Economia e manifestazioni
L'economia si basa prevalentemente sull'artigianato: lavorazione del legno ed attività edile, sul commercio e sull'agricoltura, e sul turismo.
Verso la fine di luglio si svolge la sagra Collelungo in festa.
La domenica successiva il 7 agosto si svolge una processione in onore del santo protettore, san Donato. A settembre si svolge la processione della Madonna Ausiliatrice, organizzata dalle priore.

## Monumenti e luoghi d'interesse
- Chiesa di S. Donato (XIII secolo)
- Castello di Vagli
- Chiesa di S.Lucia
- True Umbria

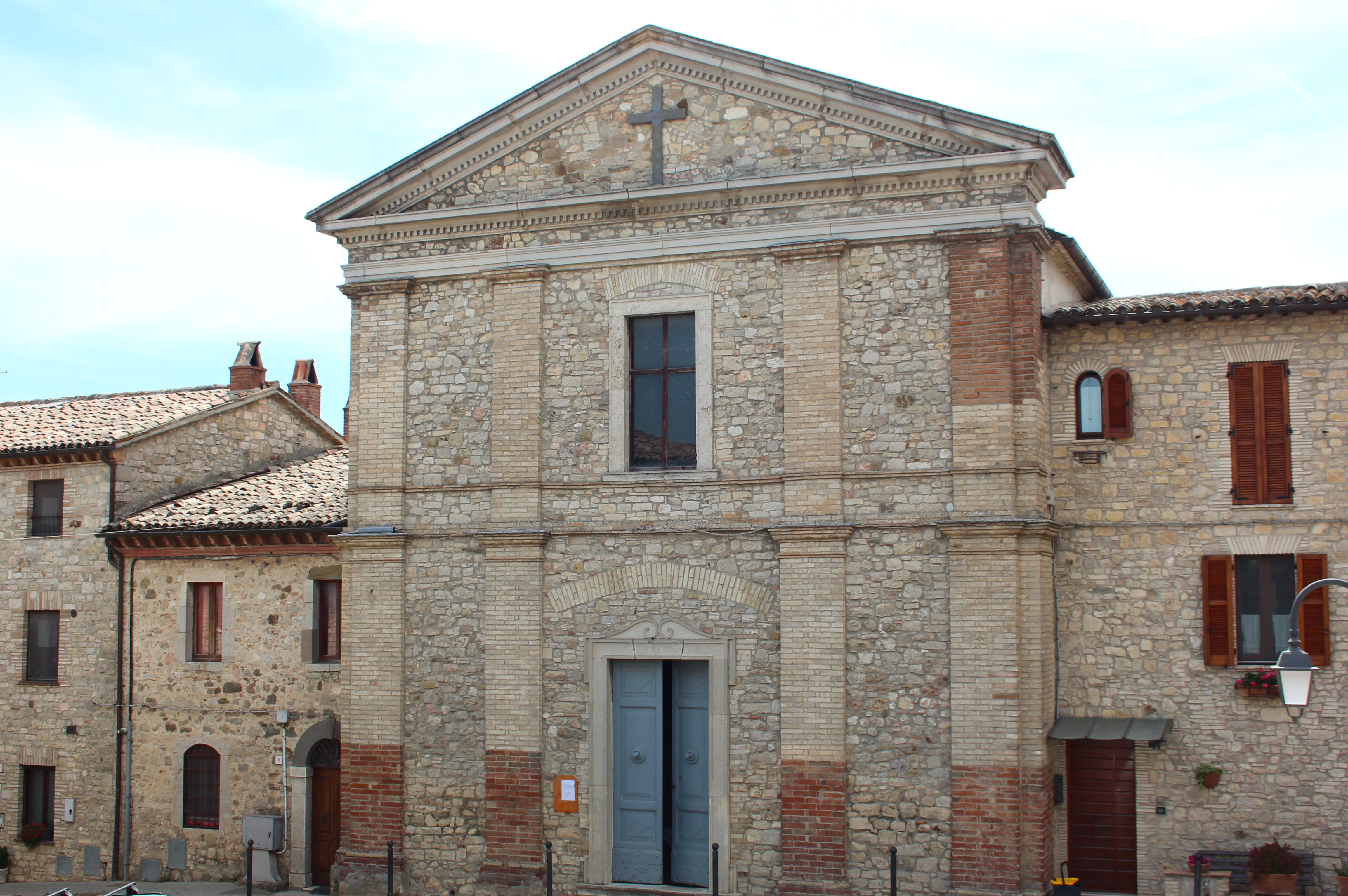
San Donato
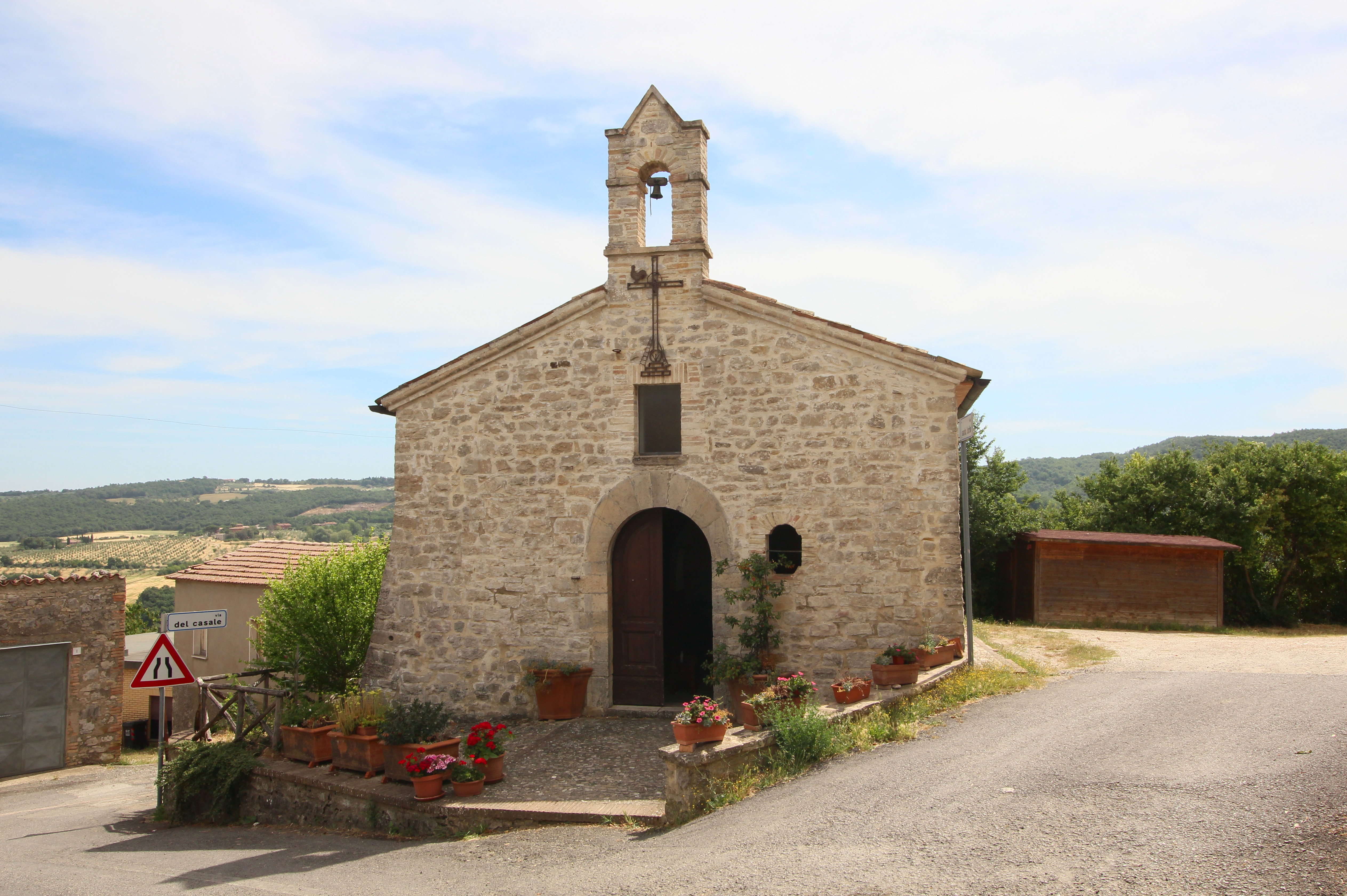
Santa Lucia